# Ecoteologia

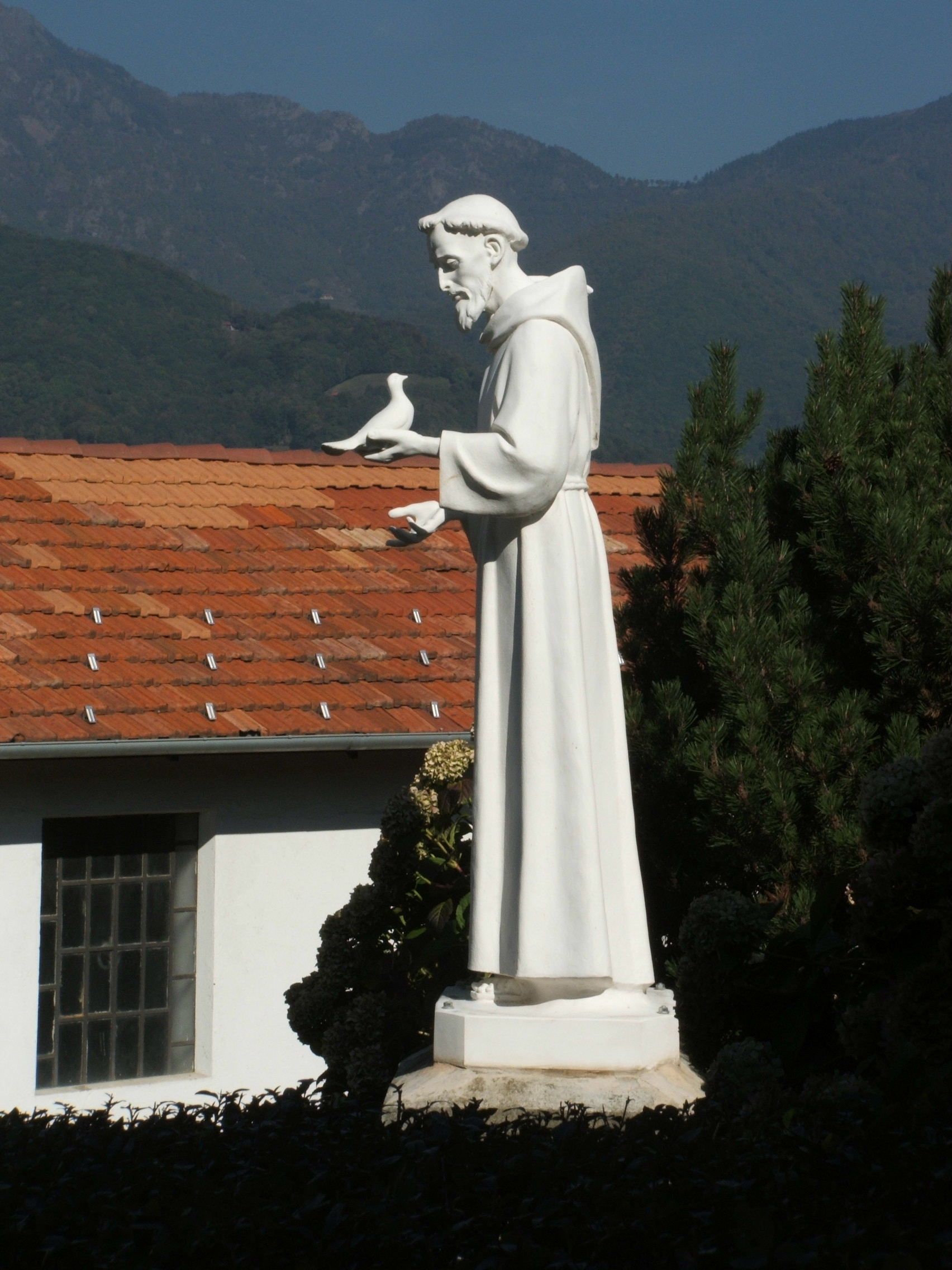
Statua di San Francesco al Santuario di Banchette, presso Bioglio

L'ecoteologia è una forma di teologia costruttiva che si concentra sulle interrelazioni della religione e della natura, in particolare alla luce delle preoccupazioni ambientali. L'ecoteologia parte dal presupposto che esista una relazione tra la visione del mondo spirituale e il degrado della natura. Si esplora in essa l'interazione tra i valori di salvaguardia dell'ambiente, quali la sostenibilità, e la dominazione umana della natura. Il movimento ha prodotto numerosi progetti in ambito religioso e ambientali in tutto il mondo.
La consapevolezza della crisi dell'ambiente ha portato ad una diffusa riflessione religiosa sul rapporto dell'uomo con la Terra. Questa riflessione ha precedenti nella maggior parte delle tradizioni religiose nell'etica e nella cosmologia, e può essere visto come un sottoinsieme o corollario alla teologia della natura. 
L'ecoteologia cristiana si basa su scritti di autori come il sacerdote gesuita e paleontologo Pierre Teilhard de Chardin il pensiero teologico di Alfred North Whitehead, ed è ben rappresentata nel protestantesimo da John Cobb e Jürgen Moltmann e dalle teologiche ecofemminista Rosemary Radford Ruether, Catherine Keller e Sallie McFague.
La teologia della Creazione è un'area di riflessione che è stata spesso posta in relazione all'ecoteologia; tra coloro che hanno operato in tal senso il presbitero episcopale americano Matthew Fox, ma anche - in forme più consistenti  - autori come Denis Edwards e Leonardo Boff 
Abraham Joshua Heschel e Martin Buber, entrambi i teologi ebrei, hanno lasciato un loro importante contributo sull'ecoteologia cristiana oltre ad aver fornito una ispirazione significativa per ecoteologia ebraica.
L'Ecoteologia indù comprende autori come Vandana Shiva, mentre Hossein Nasr un teologo musulmano liberale, è una delle personalità islamiche che chiede con maggiore forza una rivalutazione del rapporto con la natura.

## Precedenti nel pensiero religioso
Il cristianesimo è stato visto da alcuni detrattori come fonte di valori negativi verso l'ambiente, ma ci sono molte voci all'interno della tradizione cristiana la cui visione abbraccia il benessere della terra e tutte le creature. San Francesco d'Assisi è una delle influenze più evidenti sull'ecoteologia cristiana ma ci sono molti teologi e docenti il cui lavoro ha implicazioni profonde nel concetto ecologico cristiano. Molti di questi sono meno noti in Occidente, perché la loro influenza primaria è stata la Chiesa ortodossa, piuttosto che la Chiesa cattolica romana.
Non bisogna oltretutto sottovalutare l'apporto che le tradizioni indigene hanno dato allo sviluppo dell'ecoteologia.